# Хорунжий надворный литовский
Хорунжий надворный (дворный) литовский (пол. Chorąży nadworny (dworny) litewski, лат. Vexillifer curiae Lithuaniae) — государственная должность в Великом княжестве Литовском, заместитель хорунжего великого литовского. Должность возникла во время правления великого князя Александра в 1501 году, официально утверждена при великом князе Сигизмунде II Августе.
Из всех хорунжих надворных двое были ошибочно назначены: 26 августа 1702 года должность по ошибке досталась Казимиру Гружевскому, 13 мая 1710 года — Михаилу Яну Тизенгавзу.

## Список хорунжих
| Изображение | Годы деятельности                | Имя                                   |
| ----------- | -------------------------------- | ------------------------------------- |
|             | 1505 — 1506                      | Войцех Нарбутович                     |
|             | 1524                             | Иван Корсак                           |
|             | 1566                             | Григорий Рагоза                       |
|             | 30 мая 1566 — 1584               | Василий Рагоза                        |
|             | 1588 — 1610                      | Николай Карачон                       |
|             | 1611 — 1613                      | Николай Францкевич-Радзиминский       |
|             | 23 декабря 1613 — 1635           | Пётр Пац                              |
|             | 11 марта 1636 — 13 января 1645   | князь Александр Огинский              |
|             | 14 января 1645 — февраль 1649    | князь Богдан Огинский                 |
|             | 1649 — 16 августа 1656           | Жигимонт Адам Слушка                  |
|             | 7 марта 1658 — 1686              | Константин Владислав Пац              |
|             | 26 января 1687 — 1696/1697       | Ян Казимир Пац                        |
|             | 1697 — 1712                      | Гедеон Михаил Францкевич-Радзиминский |
|             | 18 августа 1712 — 11 января 1717 | князь Михаил Пузына                   |
|             | 20 января 1717 — 1728            | Казимир Пакаш                         |
|             | 15 июня 1728 — 11 июня 1746      | князь Антоний Михаил Пузына           |
|             | июнь 1746 — 1752                 | граф Ян Красицкий                     |
|             | 1752 — 1766                      | Юзеф Красинский                       |
|             | 10 марта 1766 — 1777             | граф Антоний Красицкий                |
|             | 29 октября 1777 — 1781           | Казимир Вольмер                       |
|             | 23 мая 1781 — 1786               | Кароль Литовор Хрептович              |
|             | 4 марта 1781 — 17 марта 1794     | граф Антоний Волович                  |
|             | 17 марта 1794 — 1795             | Николай Нарбутт                       |